# Pieter Collen
Pieter Collen (*Gante, Bélgica, 20 de junio de 1980), exfutbolista belga. Jugaba de defensa y su primer equipo fue KAA Gent. 

## Selección nacional
Ha sido internacional con la Selección de fútbol de Bélgica, ha jugado 2 partidos internacionales.

## Clubes
| Club                | País               | Año       |
| ------------------- | ------------------ | --------- |
| KAA Gent            | Bélgica            | 1997-1999 |
| Vitesse             | Países Bajos       | 1999      |
| NEC Nijmegen        | Países Bajos       | 2000-2001 |
| Feyenoord           | Países Bajos       | 2001-2007 |
| NAC Breda (cedido)  | Países Bajos       | 2002-2003 |
| NAC Breda (cedido)  | Países Bajos       | 2004-2005 |
| Sint-Truidense      | Bélgica            | 2008      |
| Cambuur Leeuwarden  | Países Bajos       | 2009      |
| KSK Beveren         | Bandera de Bélgica | 2009-2010 |
| Brisbane Roar       | Australia          | 2010      |
| Excelsior Maassluis | Países Bajos       | 2010-2012 |

- Datos: Q2187732